# 6. nordlige breddekreds
Den 6. nordlige breddekreds (eller 6 grader nordlig bredde) er en breddekreds, der ligger 6 grader nord for ækvator. Den løber gennem Afrika, det Indiske Ocean, Sydøstasien, Stillehavet, Sydamerika og Atlanterhavet.